# Frédéric Fontang
Frédéric Fontang est un joueur et entraîneur de tennis français, né le 16 mars 1970 à Casablanca.

## Carrière
Chez les jeunes, Frédéric Fontang remporte le tournoi des Petits As en 1984, deux titres de champion de France (benjamins et cadets) et obtient une place de demi-finaliste aux Championnats d'Europe juniors.
Sur le circuit senior professionnel, il remporte un titre en simple sur le circuit ATP, à Palerme en 1991. La même année, il dispute également une finale à Saint-Marin et atteint la 59e place mondiale le 14 octobre. Il réussit ses meilleures performances sur terre battue à l'image des deux tournois où il a atteint la finale.
Vainqueur de la Coupe Galéa avec Arnaud Boetsch et Guillaume Raoux (Championnat du monde des moins de 21 ans) ce joueur longiligne (1,84 m pour 70 kg) a pris part à 9 tournois du Grand Chelem dont il n'a atteint qu'une seule fois le deuxième tour (à Roland Garros en 1997).
Retiré des courts depuis la fin des années 1990, il devient l'entraîneur de Jérémy Chardy en septembre 1999. Ce duo entraîneur-joueur est unique dans l'histoire du tennis masculin français : Jérémy n'est classé que 15/5 au classement national au début de leur collaboration et il atteint en 2010 la 31e place mondiale sur le circuit ATP. Chardy met fin à leur collaboration en février 2011. Fontang porte plainte pour rupture abusive de contrat, et gagne son procès,. Il est ensuite recruté, avec l'aide financière de la Fédération française de tennis, pour entraîner la jeune Caroline Garcia, alors âgée de 17 ans et classée 202e mondiale au classement WTA. Dès le début de leur collaboration, la joueuse atteint une demi-finale et une finale sur le circuit ITF et le duo arrête de travailler ensemble en mai 2012 alors que la joueuse atteint la 132e place mondiale, son père souhaitant désormais l'entraîner à temps plein.
À partir de décembre 2012, Fontang devient l'entraîneur du joueur canadien Vasek Pospisil qui gravite autour de la 130e place à ce moment-là. Leur collaboration s'avère particulièrement fructueuse puisque sous la houlette de Fontang, Pospisil gagne 100 places au classement dans l'année 2013, atteignant le 32e rang mondial à la fin de l'année, la 25e place fin janvier 2014 et les quarts de finale de Wimbledon en 2015. D'un commun accord, leur collaboration se termine en août 2016.
Frédéric Fontang commence un nouveau challenge en décembre 2016, il devient entraîneur d'un autre joueur canadien, le jeune Félix Auger-Aliassime aux côtés de Guillaume Marx. En 2017, Félix Auger-Aliassime remporte 2 tournois challengers (Lyon et Séville) sur le circuit ATP et devient à 17 ans et 1 mois, le plus jeune joueur depuis Rafael Nadal à intégrer le top 200. Il termine la saison à la 163e place mondiale.

## Palmarès

### Titre en simple (1)
| No | Date       | Nom et lieu du tournoi                        | Catégorie    | Surface      | Finaliste      | Score         |  |
| -- | ---------- | --------------------------------------------- | ------------ | ------------ | -------------- | ------------- |  |
| 1  | 23/09/1991 | Campionati Internazionali Di Sicilia, Palerme | World Series | Terre (ext.) | Emilio Sánchez | 1-6, 6-3, 6-3 |  |

### Finale en simple (1)
| No | Date       | Nom et lieu du tournoi                        | Catégorie | Surface      | Vainqueur              | Score    |  |
| -- | ---------- | --------------------------------------------- | --------- | ------------ | ---------------------- | -------- |  |
| 1  | 29/07/1991 | Tournoi de tennis de Saint-Marin, Saint-Marin |           | Terre (ext.) | Guillermo Pérez Roldán | 6-3, 6-1 |  |

## Parcours dans les tournois du Grand Chelem

### En simple
| Année | Open d'Australie | Open d'Australie | Internationaux de France | Internationaux de France | Wimbledon       | Wimbledon   | US Open | US Open |
| ----- | ---------------- | ---------------- | ------------------------ | ------------------------ | --------------- | ----------- | ------- | ------- |
| 1989  | -                | -                | 1er tour (1/64)          | Jan Gunnarsson           | -               | -           | -       | -       |
| 1990  | -                | -                | -                        | -                        | -               | -           | -       | -       |
| 1991  | -                | -                | 1er tour (1/64)          | Goran Ivanišević         | -               | -           | -       | -       |
| 1992  | 1er tour (1/64)  | Andrei Chesnokov | 1er tour (1/64)          | Xavier Daufresne         | 1er tour (1/64) | Byron Black | -       | -       |
| 1993  | -                | -                | 1er tour (1/64)          | Brian Devening           | -               | -           | -       | -       |
| 1994  | -                | -                | 1er tour (1/64)          | Nicklas Kulti            | -               | -           | -       | -       |
| 1995  | -                | -                | -                        | -                        | -               | -           | -       | -       |
| 1996  | -                | -                | 1er tour (1/64)          | Lionel Roux              | -               | -           | -       | -       |
| 1997  | -                | -                | 2e tour (1/32)           | Patrick Rafter           | -               | -           | -       | -       |

À droite du résultat, l'ultime adversaire

## Classement ATP

### En simple en fin de saison
| Année | 1988 | 1989 | 1990 | 1991 | 1992 | 1993 | 1994 | 1995 | 1996 | 1997 | 1998 | 1999 |
| Rang  | 429  | 371  | 215  | 59   | 156  | 202  | 259  | 172  | 192  | 192  | 363  | 812  |